# Серинса
Серинса (исп. Cerinza) — небольшой город и муниципалитет в центральной части Колумбии, на территории департамента Бояка. Входит в состав провинции Тундама.

## История
Поселение, из которого позднее вырос город, было основано в 1554 году. Муниципалитет Серинса был выделен в отдельную административную единицу в 1781 году.

## Географическое положение

Муниципалитет Серинса

Город расположен в северной части департамента, в горной местности Восточной Кордильеры, на расстоянии приблизительно 60 километров к северо-востоку от города Тунха, административного центра департамента. Абсолютная высота — 2719 метров над уровнем моря.
Муниципалитет Серинса граничит на северо-востоке с территорией муниципалитета Белен, на юго-востоке— с муниципалитетами Бетейтива и Флореста, на юге и юго-западе — с муниципалитетом Санта-Роса-де-Витербо, на северо-западе — с территорией департамента Сантандер. Площадь муниципалитета составляет 61,63 км².

## Население
По данным Национального административного департамента статистики Колумбии, совокупная численность населения города и муниципалитета в 2015 году составляла 3762 человека.
Динамика численности населения муниципалитета по годам:
| 2005 | 2006 | 2007 | 2008 | 2009 | 2010 | 2011 | 2012 | 2013 | 2014 | 2015 |
| ---- | ---- | ---- | ---- | ---- | ---- | ---- | ---- | ---- | ---- | ---- |
| 4312 | 4259 | 4198 | 4155 | 4101 | 4052 | 3987 | 3932 | 3883 | 3827 | 3762 |

Согласно данным переписи 2005 года мужчины составляли 48 % от населения Серинсы, женщины — соответственно 52 %. В расовом отношении всё население города составляли белые и метисы.
Уровень грамотности среди всего населения составлял 88,7 %.

## Экономика
Основу экономики Серинсы составляет сельское хозяйство.

81,4 % от общего числа городских и муниципальных предприятий составляют предприятия торговой сферы, 9,9 % — предприятия сферы обслуживания, 8,7 % — промышленные предприятия.

## Транспорт
Через город проходит национальное шоссе № 55.